# Флаг Татановского сельсовета
Флаг муниципального образования Татановский сельсовет Тамбовского района Тамбовской области Российской Федерации — опознавательно-правовой знак, служащий официальным символом муниципального образования.
Флаг утверждён 24 октября 2011 года и 21 декабря 2011 года внесён в Государственный геральдический регистр Российской Федерации с присвоением регистрационного номера 7368.
Флаг Татановского сельсовета отражает исторические, культурные, социально-экономические, национальные и иные местные традиции.

## Описание
«Прямоугольное двухстороннее полотнище голубого цвета с отношением ширины к длине 2:3. По нижнему краю полотнища — жёлтая полоса с выщербленным верхом (максимальная ширина — 3/10 ширины полотнища); правый верхний угол полотнища выделен дугообразно красным цветом; вверху полотнища у свободного края три белых журавля (два и один), из которых верхний правый расположен на красном».

## Обоснование символики
Село Татаново — одно из старейших сёл Тамбовской области. Впервые оно упоминается в писцовой книге Фёдора Чёботова за 1623 год — за 13 лет до основания Тамбова. Первыми жителями Татаново были казаки, которые были расселены здесь для охраны границ Российского царства. Со временем город-крепость Тамбов и прилегающие к нему сёла, в том числе и Татаново, утратили своё оборонное значение. И постепенно из окраинного поселения на границе Русского государства село Татаново оказалось, чуть ли не в центре Европейской части Российского государства. Бывшие казаки начали заниматься выращиванием пшеницы, других зерновых культур, овощей.
Флаг языком символов и аллегорий отражает природные, исторические и экономические особенности Татановского сельсовета:
— выходящий шар-солнце и жёлтое поле из хлебных колосьев аллегорически отражают освоение этого края, начавшееся с переселенцев-казаков защищавших рубежи государства и обрабатывающих землю. Солнце — символ тепла, света, самой жизни. Хлебный колос — символ достатка, единения и возрождения.
— журавли, устремлённые к диску солнца, символ высокой духовности наших соотечественников, символ памяти о погибших за Россию, символ бессмертия.
Символика цветовой гаммы флага:
— красный цвет — символ труда, мужества и жизнеутверждающей силы, красоты и праздника;
— голубой цвет (лазурь) — цвет чистого мирного неба над жнивьём, символ возвышенных устремлений, искренности, преданности, возрождения;
— жёлтый цвет (золото) — символ урожая, величия, богатства;
— белый цвет (серебро) — символ чистоты, открытости, божественной мудрости, примирения.